# Petrobunus
Petrobunus is een geslacht van hooiwagens uit de familie Petrobunidae. De wetenschappelijke naam Petrobunus is voor het eerst geldig gepubliceerd door Sharma & Giribet in 2011.

## Soorten
Petrobunus omvat de volgende 5 soorten:
- Petrobunus chongqing
- Petrobunus hebei
- Petrobunus schwendingeri
- Petrobunus spinifer
- Petrobunus torosus